# Gincla
Gincla es una pequeña localidad  y comuna francesa, situada en el departamento del Aude en la región de Languedoc-Roussillon.
A sus habitantes se les conoce en idioma francés por el gentilicio Ginclais.

## Demografía
| 11 | 35 | 19 | 35 | 49 | 43 |
| Para los censos de 1962 a 1999 la población legal corresponde a la población sin duplicidades (Fuente: INSEE [Consultar]) |    |    |    |    |    |